# Purdy (Misuri)
Purdy es una ciudad situada en el condado de Barry, Misuri, Estados Unidos. Tiene una población estimada, a mediados de 2023, de 1049 habitantes.

## Geografía
La localidad está ubicada en las coordenadas 36°49′8″N 93°55′14″O / 36.81889, -93.92056. Según la Oficina del Censo, tiene una superficie de 1.67 km², correspondientes en su totalidad a tierra firme.

## Demografía
Según el censo de 2020, en ese momento había 1031 personas residiendo en la localidad. La densidad de población era de 617.37 hab./km². El 67.99% de los habitantes eran blancos, el 3.01% eran amerindios, el 1.07% eran asiáticos, el 19.88% eran de otras razas y el 8.05% eran de una mezcla de razas. Del total de la población, el 31.13% eran hispanos o latinos de cualquier raza.